# Geomorfologia i jednostki fizycznogeograficzne na obszarze Lublina
Lublin jest położony w północno-zachodniej części Wyżyny Lubelskiej, na styku czterech mezoregionów geomorfologicznych, które dolina Bystrzycy dzieli na dwie pary: zachodnią i wschodnią. Różnią się one znacznie zarówno charakterystyką skał powierzchniowych, jak i ukształtowaniem powierzchni terenu. Najwyżej położony punkt w granicach administracyjnych miasta znajduje się na wysokości 235,0 m n.p.m., a najniżej położony punkt osiąga 163,6 m n.p.m.

## Opis mezoregionów
Lublin jest położony na styku czterech mezoregionów północno-zachodniej części Wyżyny Lubelskiej:
- Płaskowyż Nałęczowski – obejmujący północne i zachodnie dzielnice (Czechów, Czuby, Kalinowszczyzna, Ponikwoda, Stare Miasto, Śródmieście, Węglin, Szerokie, Wieniawa)
- Równina Bełżycka – obejmująca południowo-zachodnie dzielnice (Węglin, Zemborzyce),
- Płaskowyż Łuszczowski – obejmujący północno-wschodnie dzielnice (Bronowice, Hajdów-Zadębie, Felin, Głusk, Kośminek),
- Wyniosłość Giełczewska – obejmująca południowo-wschodnie dzielnice (Dziesiąta, Piaski, Wrotków).

Główną i jednocześnie naturalną osią miasta jest dolina Bystrzycy (dopływu Wieprza) wyścielona osadami mineralno-organicznymi wieku holoceńskiego. Dolina ta stanowi subpołudnikową, uwarunkowaną tektonicznie strefę o zmiennej szerokości od około 300 do ponad 1000 metrów, która dzieli Lublin na dwie części. Każda z nich złożona jest z dwóch par mezoregionów – na zachodzie są to: Płaskowyż Nałęczowski i Równina Bełżycka, zaś na wschodzie: Płaskowyż Łuszczowski i Wyniosłość Giełczewska.
Jednostki te wyraźnie różnią się między sobą pod względem wykształcenia litologicznego skał powierzchniowych, jak też ukształtowania terenu. Część zachodnia zdominowana jest przez pokrywy lessowe o miąższości do kilkunastu metrów, tworzące zwarty płat rozdzielony subrównoleżnikową doliną Czechówki, uchodzącą do Bystrzycy poniżej Starego Miasta. Południowe zaplecze płaskowyżu lessowego stanowi seria pylasto-piaszczysta północno-wschodni skraj Równiny Bełżyckiej, zalegająca na glinach lodowcowych lub skałach węglanowych górnej kredy. Z kolei prawobrzeżną część miasta pokrywa względnie cienka warstwa osadów piaszczysto-pylastych, podścielona krasowiejącymi marglami i opokami górnokredowymi.

## Ukształtowanie powierzchni terenu
Maksymalne różnice wysokości względnych, dochodzące nawet do 40 metrów, notowane są w obrębie Płaskowyżu Nałęczowskiego, mającego cechy typowego obszaru o rzeźbie lessowej w typie erozyjno-denudacyjnym (w znacznym stopniu zmienionym przez działalność człowieka). O pierwotnie erozyjnym typie krajobrazu lessowego wschodniej strefy krawędziowej Płaskowyżu Nałęczowskiego świadczyć mogą choćby dawne widoki miasta z ostro zarysowanymi elementami rzeźby erozyjnej. Podobny wydźwięk geomorfologiczny ma nazwa dzielnicy położonej w skrajnie południowo-wschodniej części Płaskowyżu Nałęczowskiego – Czuby. Nazwa ta jest toponimem, oddającym żywy, erozyjny charakter rzeźby lessowej opisywanej jako „badlands”.
W pozostałej części Lublina (mezoregiony: Równia Bełżycka, Płaskowyż Łuszczowski i Wyniosłość Giełczewska) różnice wysokości względnych są znacznie mniejsze i dochodzą do najwyżej kilkunastu metrów. Pozostałą część miasta cechuje wyraźnie denudacyjny krajobraz typu węglanowego i krzemionkowego. Ich dopełnieniem są strefy den dolin Bystrzycy i jej dopływów (Czechówka i Czerniejówka), w obrębie których wyróżnia się szereg akumulacyjno-erozyjnych form rzecznych wieku holoceńskiego, ale także plejstoceńskiego.

## Charakterystyczne punkty wysokościowe
- najwyżej położony punkt: zespół dworsko-parkowy na Węglinie (rejon al. Kraśnickiej) – 235,0 m n.p.m.
- najniżej położony punkt: koryto Bystrzycy poniżej Oczyszczalni Ścieków „Hajdów” – 163,6 m n.p.m.
- zwierciadło wody w Zalewie Zemborzyckim – 178,6 m n.p.m.
- zwierciadło wody w korycie Bystrzycy:
  - pod mostem ul. Krochmalnej – 171,0 m n.p.m.
  - pod mostem ul. Mełgiewskiej – 165,8 m n.p.m.
- ujście Czerniejówki do Bystrzycy – 167,2 m n.p.m.
- ujście Czechówki do Bystrzycy – 167,2 m n.p.m.
- Plac Litewski – 195,0 m n.p.m.
- Rynek Starego Miasta – 195,8 m n.p.m.
- Plac Zamkowy – 175,0 m n.p.m.
- Zamek Lubelski – 188,2 m n.p.m.
- centralna część terenów zielonych na Choinach – 220,9 m n.p.m.